# Torreiglesias
Torreiglesias település Spanyolországban, Segovia tartományban. Torreiglesias Turégano, Pelayos del Arroyo, Brieva, Adrada de Pirón, Cabañas de Polendos, Escobar de Polendos, Escalona del Prado és Sauquillo de Cabezas községekkel határos. Lakosainak száma 256 fő (2024).

## Népesség
A település népessége az elmúlt években az alábbi módon változott:
| Lakosok száma | 409  | 384  | 350  | 356  | 366  | 345  | 282  | 245  | 263  | 256  |
|               | 2001 | 2004 | 2007 | 2009 | 2012 | 2014 | 2017 | 2019 | 2022 | 2024 |